# Ryōtei
Un ryōtei (料亭?) es una clase de restaurante tradicional de Japón, se caracteriza por un cuidado trato al cliente. Las geishas son contratadas para asistir a fiestas y encuentros, tradicionalmente en casas de té (茶屋 chaya?) o tradicionales restaurantes japoneses riotei (料亭 ryōtei?). La apariencia exterior de estos restaurantes es muy semejante a la de una vivienda tradicional japonesa.
Para poder acceder a uno de estos restaurantes debe ser invitado por un club o sociedad asociada al local, sin esta invitación un turista tiene muy pocas posibilidades de poder acceder a un local de estas características. La etiqueta exige que los comensales vayan vestidos a la forma tradicional japonesa y la comida se sirve en diferentes platos, artísticamente decorada al estilo japonés.